# Nededza

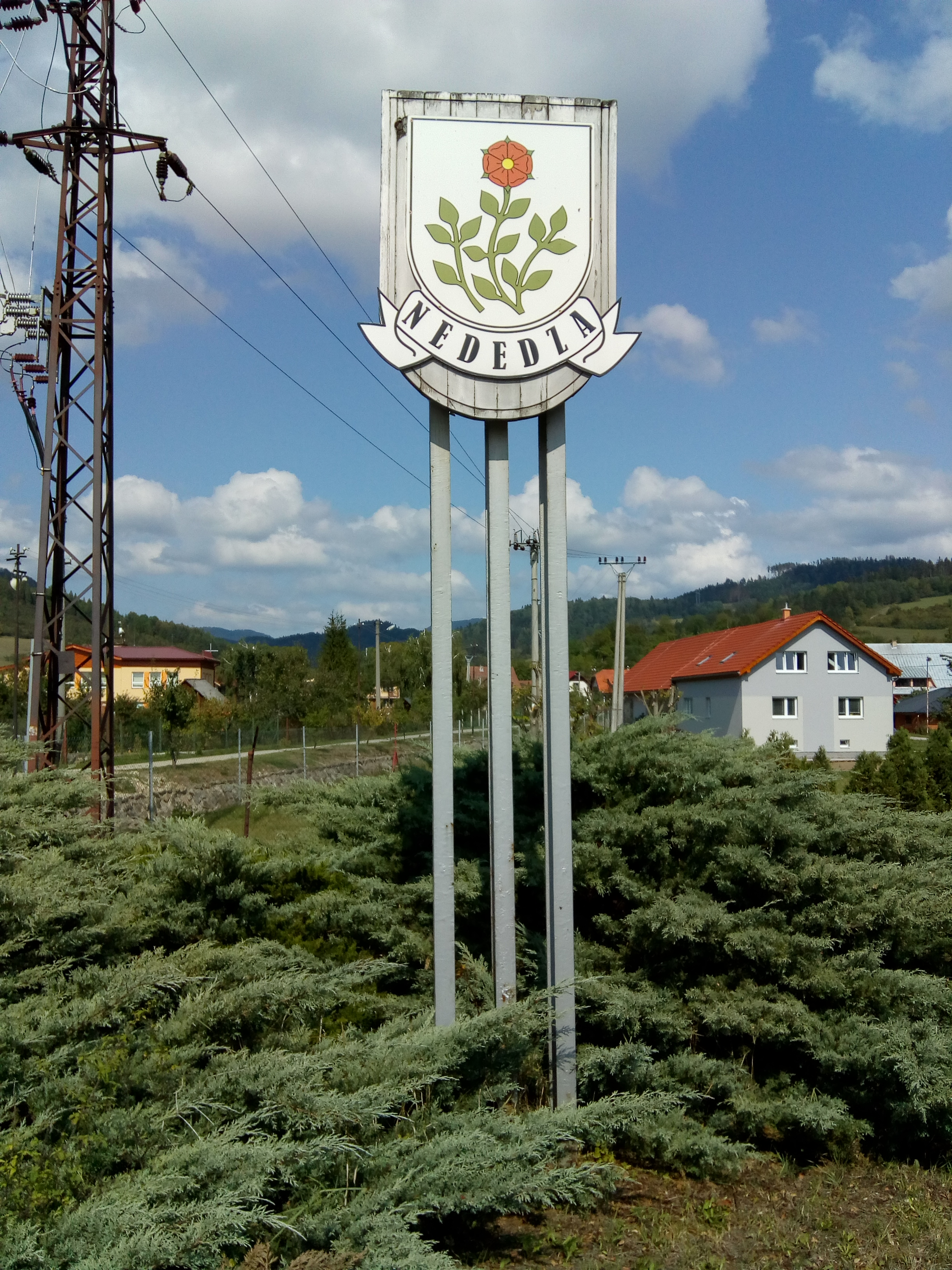
Eisenkonstruktion mit dem Wappen des Dorfes Nededza.

Nededza (ungarisch Vágnedec – bis 1907 Nedec) ist eine Gemeinde im Norden der Slowakei mit 1092 Einwohnern (Stand 31. Dezember 2024) im Okres Žilina, einem Kreis des Žilinský kraj.

## Geographie
Die Gemeinde befindet sich am Übergang vom Bergland Kysucká vrchovina in den Talkessel Žilinská kotlina am unteren Ende des Tals Kotrčiná dolina. Sie wird vom Bach Kotrčiná (lokal Nededzský potok genannt) im Flusssystem Waag durchflossen. Das Ortszentrum liegt auf einer Höhe von 381 m n.m. und ist achteinhalb Kilometer von Žilina entfernt.
Nachbargemeinden sind Kotrčiná Lúčka im Norden, Dolný Vadičov und Horný Vadičov im Nordosten, Gbeľany im Osten, Mojš im Süden und Teplička nad Váhom im Westen.

## Geschichte
Nededza wurde zum ersten Mal 1384 als Nedecz schriftlich erwähnt; später überlieferte Namen sind Nedecza (1483) und das heutige Nededza (1598). Der Ort war anfangs Besitz der ortsansässigen Familie Nedecký und kam später zum Herrschaftsgut von Starý hrad (wörtlich „Alte Burg“). 1598 standen hier 32 Häuser mit insgesamt 422 Einwohnern, 1828 zählte man 35 Häuser und 506 Einwohner, die von Landwirtschaft und Viehhaltung lebten. Um die Mitte des 19. Jahrhunderts wohnten im Ort Mitglieder der Geschlechter Pongrácz und Nyáry sowie ein paar Kleinadelige, der Rest bestand aus armen Bauernfamilien.
Bis 1918 gehörte der im Komitat Trentschin liegende Ort zum Königreich Ungarn und kam danach zur Tschechoslowakei beziehungsweise heute Slowakei.

## Bevölkerung
| Jahr                | 1994 | 2004    | 2014    | 2024    |
| ------------------- | ---- | ------- | ------- | ------- |
| Anzahl der Personen | 849  | 929     | 1016    | 1092    |
| Unterschied         |      | +9,42 % | +9,36 % | +7,48 % |

| Jahr                | 2023 | 2024    |
| ------------------- | ---- | ------- |
| Anzahl der Personen | 1075 | 1092    |
| Unterschied         |      | +1,58 % |

Gemäß der Volkszählung 2011 wohnten in Nededza 978 Einwohner, davon 967 Slowaken und ein Deutscher; ein Einwohner gehörte einer anderen Ethnie an. Neun Einwohner machten keine Angabe. 912 Einwohner bekannten sich zur römisch-katholischen Kirche, drei Einwohner zur evangelischen Kirche A. B. und jeweils zwei Einwohner zur griechisch-katholischen Kirche sowie zur orthodoxen Kirche; vier Einwohner bekannten sich zu einer anderen Konfession. 29 Einwohner waren konfessionslos und bei 23 Einwohnern ist die Konfession nicht ermittelt.

## Bauwerke
- Reste eines Landschlosses im Renaissance-Stil aus dem 16. Jahrhundert
- zwei Landsitze im klassizistischen Stil aus der ersten Hälfte des 19. Jahrhunderts
- Glockenturm im Volksbaustil aus dem 19. Jahrhundert